# ترانستل

شعار مؤسسة ترانستل

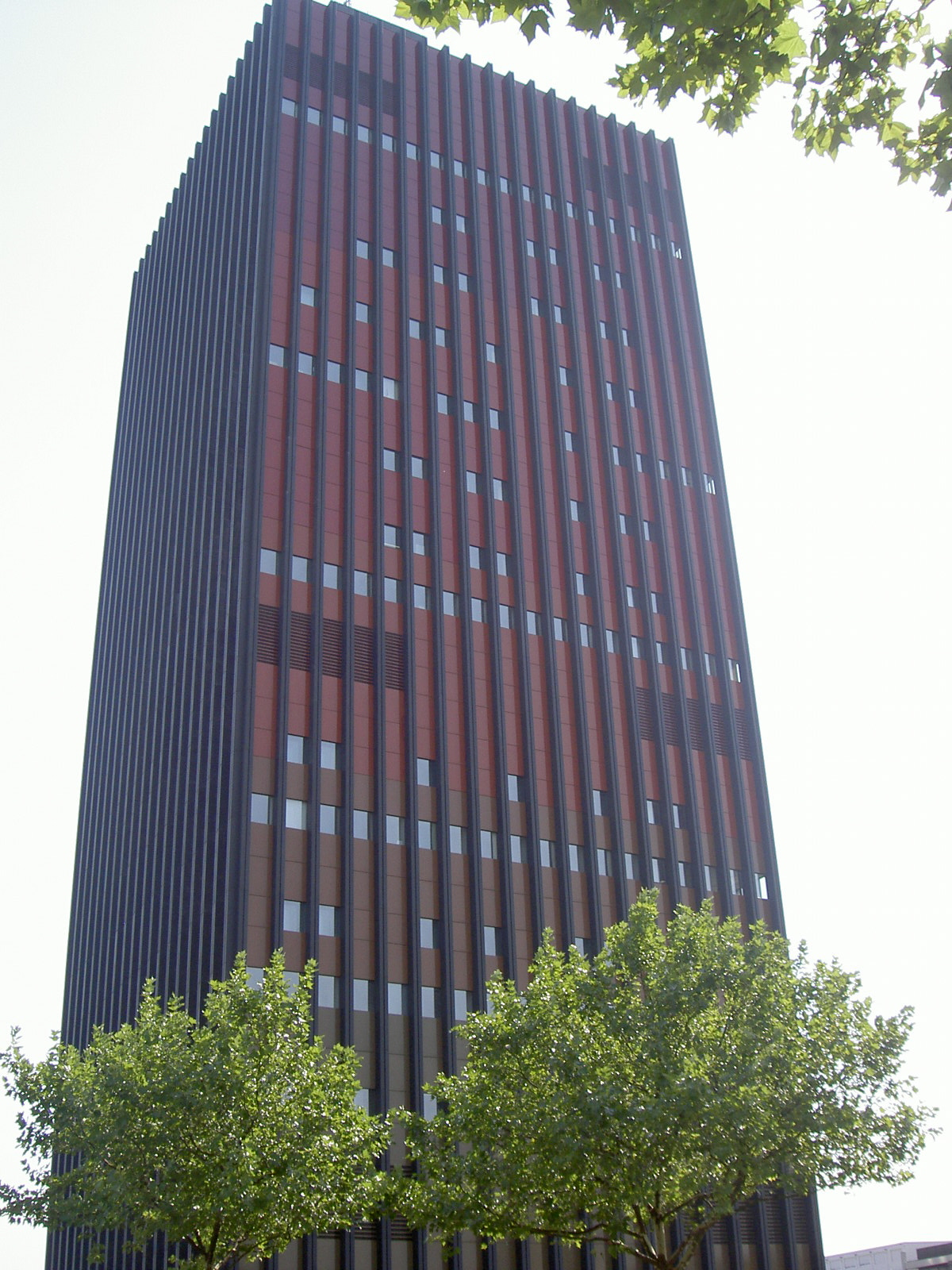
استديوهات الإنتاج الخاصة بترانستل التي كانت جزءً تابعاً لمبنى إذاعة صوت ألمانيا السابق في كولونيا

مؤسسة ترانستل (TRANSTEL) كانت مؤسسة ألمانية يقع مقرها في مدينة كولونيا، استديوهات الإنتاج الخاصة بها كانت في مبنى إذاعة صوت ألمانيا السابق. اشتهرت في السبعينات والثمانينات وبداية التسعينات أيضاً بإنتاجها للأفلام والأشرطة الوثائقية والتعليمية المصورة بعدد من اللغات العالمية، ومنها اللغة العربية.